# シュコー

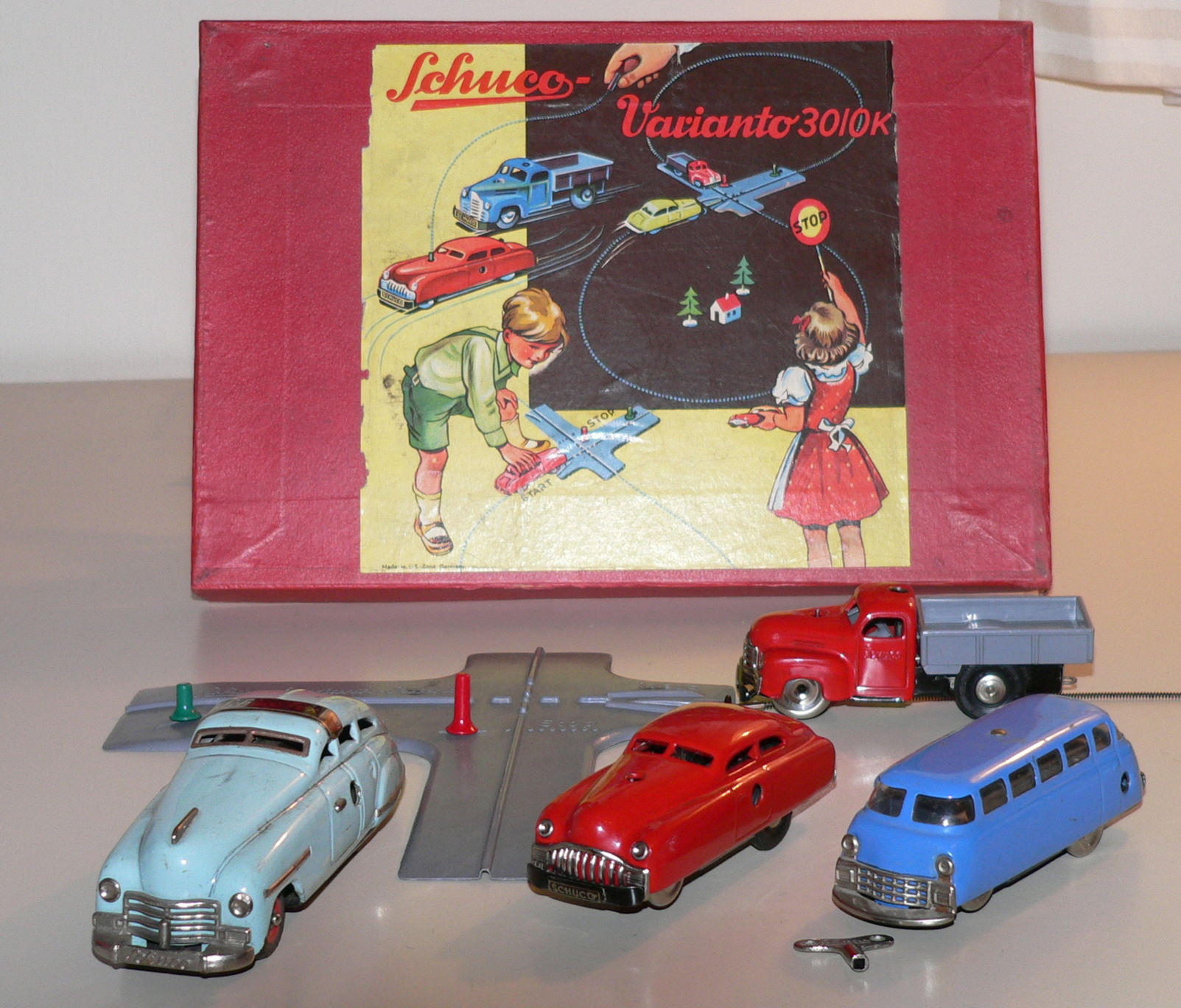
シュコー バリアントシリーズ

Schuco (シュコー、Dickie Schuco GmbH & Co. KG ) は、かつてドイツにあった独立した模型・玩具メーカーであり、現在はドイツのジンバ・ディッキーグループ傘下のミニカーメーカー・ブランドである。

## 概要
ドイツ南部のニュルンベルクに創業し、テディベアやぜんまい仕掛けのブリキ玩具・自動車模型などを製造していた。後に倒産や買収を経て、玩具メーカーのジンバ・ディッキーグループに入った。テディベアや、自動車模型のバリアントやピッコロなどで有名。日本語ではシュコー、シュコ、シューコなどと呼称される。

## 歴史
1912年、ハインリッヒ・シュライヤー (Heinrich Schreyer ) と、以前ビングで技術者をしていたハインリッヒ・ミュラー (Heinrich Müller ) によってシュライヤー玩具社 (Spielzeugfirma Schreyer & Co ) が創業された。当初はぜんまい仕掛けのぬいぐるみを主に製造した。
1918年、シュライヤーは第一次世界大戦に従軍した後、会社を退いた。代わりにミュラーはアドルフ・カーン (Adolf Kahn ) と組み、会社は存続された。1921年に発売されたブリキ製のぜんまい仕掛けの小鳥の玩具「Pick-Pick 」は、1960年代までに2000万個が販売された。1924年に「Schreyer Und Co」を短縮して「Schuco (シュコー) 」と改名した。
1936年、テーブル上で走らせても縁で自動的に曲がり下に落ちない機構をもった、ぜんまい仕掛けの自動車模型と、メルセデス・ベンツのシルバー・アローの精密な自動車模型が発売され、ベストセラーとなった。当時の従業員数は100名であった。1939年、ニュルンベルク法の影響で、ユダヤ人であったアドルフは会社を退きアメリカへと渡った。
第二次世界大戦後は、ガイドレールに沿って走るぜんまい仕掛けの「バリアントシリーズ」(Varianto ) を主にアメリカ向けに製造した。その頃の従業員数は800名であった。バリアントシリーズはぜんまい仕掛けで、車体底部に設けられた走行用車輪とは別の車輪で、走行する路面に張られた金属製のワイヤーロープをガイドレールとして走る自動車模型であった (写真参照) 。
1958年にハインリッヒ・ミュラーが死去し、息子のヴェルナー・ミュラー (Werner Müller ) が後を継いだ。同年、それまでブリキをプレス加工して作られていた自動車模型に、新しく亜鉛合金製ダイカスト成形のピッコロ (Piccolo ) シリーズが加わった。ピッコロシリーズはHOスケール (1/90スケール) であった。
ハインリッヒ・ミュラーの姪のヘルタ・ギルツ(Herta Girz ) は1948年にHegi (Herta Girz & Co) を創業し、テディベアを製造していたが、1960年代にはHegiのテディベアをシュコーで販売した。また、ヘルタ・ギルツの夫のアレクサンダー・ギルツ (Alexander Girz ) はヴェルナー・ミュラーとともにシュコーの経営に携わった。 
1976年、売り上げが落ちたため、イギリスの複合企業体であるDunbee-Combex-Marx社 (DCM社) に売却された。1980年にDCM社が倒産すると、フュルトのGAMA (Georg Adam Mangold、 George Mangold GmbH & Co) グループに買収された。1993年にGAMAグループのトリックスと合併し、「トリックス・シュコー有限責任会社」(TRIX-Schuco GmbH & Co ) となった。1996年にはトリックスの業績悪化により、トリックスから独立したが、1999年にジンバ・ディッキーグループに買収され「ディッキー・シュコー 合資会社」 (Dickie Schuco GmbH & Co KG ) となった。
1976年以降は、テディベアの製造はハイケ (Heike ) に引き継がれたものの、DCM社へはブランド名だけが存続された状態で、1990年代に一部の製品が復刻されたのを除き、かつての玩具・模型の多くは作られていない。

## 製品
創業時からの製品と、ジンバ・ディッキーグループ傘下にて扱う製品を記す。

### テディベア
1921年のライプツィヒ見本市で、尻尾のスイッチで首が上下左右に動かせる「YES/NO」シリーズが発表された。 25 - 60cmの6種類の大きさで発売され、「Patented Yes/No Bear 」として知られている。1950年頃に「Yes/No」シリーズの「Tricky Yes/No Bear 」が発売された。大きさは7種類で、これは腕を上下に動かすことが出来た。
1924年頃、ピッコロシリーズ (Piccolo 、後年の自動車模型とは関係なし) として9 - 15cmの製品が発売された。1927年にはハンドバッグに入るサイズのコンパクトシリーズ (Compact Bears ) が発売された。
1954年、9cmの大きさのヤヌス (Janus ) が発売された。これは底部に設置されたノブを動かすことで、2種類の笑い顔が再現できた。

### 自動車
1936年から各種の模型が作られており、世界中にコレクターが存在する。
ジンバ・ディッキー傘下において展開されているスケールは1/18、1/43、1/87などである。完成品の材質は主に亜鉛合金で、ダイカスト成形にて製造されている。完成品のほかにキット製品のスタジオシリーズ (Schuco Studio ) やプラスチック製のラジコンも発売している。
かつてはブリキをプレス加工したものが主流であったが、1958年に発売された1/90スケールのピッコロ (Piccolo ) シリーズ以降はダイカスト成型による亜鉛合金製の製品が主流となった。1960年代には一時期1/66スケールのダイカスト成形の自動車模型が発売された。
バリアントシリーズはぜんまい仕掛けであったが、後に電動仕様も登場した。バリアントシリーズの特徴として、地上に設置されたワイヤーロープをガイドレールとした走行だけではなく、地上のワイヤーロープ無しで、車体上部に接続されたワイヤーを伝っての手動 (有線方式) での遠隔操作による走行も可能であった。
1990年代には、かつてのピッコロシリーズを1960年代当時の製法で復刻発売し、2000年代以降も生産が継続している。これらは亜鉛合金製の車体に塗装が施されているが、パッケージ (包装方法) が貧弱なため、扱い方によっては塗膜を傷めることがあり、取り扱いには注意を要する。

### 航空機
ダイカスト成形による亜鉛合金製の旅客機の模型で、1976年以降はシャバック (Schabak ) に引き継がれたが、2006年からはシュコーブランドにて発売されている。スケールは1/250や1/600などである。

### モノレール
1960年代に、アメリカ向けとして電動のアルヴェーグ式モノレールが発売された。これは1/90スケール (HOスケール) で、アナハイムのディズニーランドに設置されているモノレールを製品化したものであった。